# 수상한 언니들
"수상한 언니들"은 2016년에 개봉한 대한민국의 영화이다.

## 캐스팅
- 고원 : 오수진 역
- 이채담 : 나비 역
- 황지후 : 하기찬 역
- 라희 : 한유라 역
- 엄지혜 : 엄예문 역
- 박정윤 : 김연주 역
- 박인수 : 박 대표 역 (우정출연)
- 김청순 : 웨이터 역 (우정출연)